# Super Trouper (canção)
Super Trouper foi o segundo single do A*Teens' do seu primeiro álbum "The ABBA Generation", um cover do ABBA. Quando este single foi lançado em outono de 1999, tornou-se um hit ao redor do globo, assim como seu antecessor "Mamma Mia". "Super Trouper" estreou em #2 na Suécia e mais tarde ganhou Certificado de Platino.  Também tornou-se o segundo hit no Top 10 na Alemanha e o primeiro deles no Top 5 atingiu #4. O single alcançou o #21 no Reino Unido, #18 na Suíça, #15 na Noruega, #11 na Austria e #12 na Holanda. O single foi hit nos países Américo-Latinos, atingindo #5 no México, #4 na Argentina e #1 no Chile.

## Video-Clipe
O video-clipe foi dirigido por Sebastian Reed e foi filmado na Suécia. Este video mostra uma garota obcecada pelo A*Teens.

## Lançados
European 2-Track CD Single
1. Super Trouper [Radio Version] - 3:52
2. Super Trouper [Super Radio Remix] - 4:04

European CD Maxi
1. Super Trouper [Radio Version] - 3:52
2. Super Trouper [Super Super Remix] - 8:58
3. Super Trouper [Pinocchio Remix] - 5:08
4. Super Trouper [Extended Version] - 6:05

German CD Maxi
1. Super Trouper [Radio Version] - 3:52
2. Super Trouper [Perre J's Remix] - 4:04
3. Happy New Year - 4:23
4. Mamma Mia [Radio Version] - 3:43

Video: Mamma Mia
UK CD1
1. Super Trouper [Radio Version] - 3:52
2. A*Teens Medley [Pierre J's Full UK Mix] - 7:27
3. Super Trouper [Karaoke Version] - 3:52

Video: Super Trouper
UK CD2
1. Super Trouper [Extended Version] - 6:05
2. Super Trouper [W.I.P.] - 6:10
3. Super Trouper [The Bold & The Glamour Mix] - 6:50

UK Cassette
1. Super Trouper [Extended Version] - 3:52
2. Super Trouper [Karaoke Version] - 3:52

Japan CD Maxi
1. Super Trouper [Radio Version] - 3:52
2. Happy New Year - 4:23
3. Super Trouper [Super Super Remix] - 8:58
4. Super Trouper [Extended Version] - 6:05

## Paradas
| Parada (1999/2000)        | Posições |
| ------------------------- | -------- |
| Philippine Top 20 Singles | #1       |
| Chilean Top 40            | #1       |
| Swedish Top 60 Singles    | #2       |
| Colombian Top 100         | #3       |
| Argentine Top 100         | #4       |
| German Top 100 Singles    | #4       |
| Mexican Top 100           | #5       |
| Bavarian Top 20 Singles   | #6       |
| Norwegian Top 20 Singles  | #15      |
| Austrian Top 75 Singles   | #11      |
| Dutch Top 50 Singles      | #12      |
| Swiss Top 100 Singles     | #18      |
| UK Top 75 Singles         | #21      |